# Brahma
Brahma (scris "Brahmā" în transliterația IAST, ब्रह्मा în Devanagari și pronunțat /brəhmɑː/) este zeul hindus al creației și unul din membrii trinității Trimurti, alături de zeii Shiva și Vishnu. Nu trebuie confundat cu Spiritul Cosmic Suprem din filosofia hindusă, Brahman (rădăcina cuvintelor Brahma și Brahman este aceeași). 
Brahma este zeu personalizat. El este rezultanța interacțiunii a două forțe, una centripetă și alta centrifugă ale universului. Totodată el se situează între Brahman ființa supremă absolută impersonală și brahmanul, preotul. Brahma este identificat cu zeitatea vedică Prajapati.